# Championnat d'Argentine de football de troisième division
 (juin 2025).
Si vous disposez d'ouvrages ou d'articles de référence ou si vous connaissez des sites web de qualité traitant du thème abordé ici, merci de compléter l'article en donnant les références utiles à sa vérifiabilité et en les liant à la section « Notes et références ».
 (avril 2019).
Ce championnat est le troisième niveau du championnat d'Argentine. Il est composé de deux groupes.
L'un, appelé Metropolitano, est constitué des équipes directement affiliées à l'AFA, en grande majorité issues de Buenos Aires et de ses environs.
L'autre branche, le Torneo Argentino A, regroupe les équipes indirectement affiliées, venant de l'intérieur du pays.
Les effectifs dans ces championnats ne sont pas stables d'une année sur l'autre ; en effet, ils dépendent des clubs promu en Nacional B.

## Primera B Metropolitana

### Histoire
La Primera B Metropolitana est introduite en 1986.

### Saison régulière
Chacune des équipes engagées (21 en 2011-2012) joue deux matchs contre toutes les autres, l'un à domicile et l'autre à l'extérieur. À l'issue de la saison régulière, l'équipe la mieux classée est directement promue en B Nacional.

### Tournoi réduit
Les 8 équipes qui suivent sont qualifiées pour un tournoi réduit (Torneo Reducido) à élimination directe, dont le vainqueur obtient le droit de jouer un match de barrage (aller-retour) contre une équipe de la B Nacional. En cas d'égalité sur l'ensemble des deux matchs, l'équipe de B Metropolitana n'est pas promue.

### Relégation
Comme dans les divisions supérieures, la relégation se fait en fonction d'un système complexe prenant en compte la moyenne de points des clubs sur les trois dernières années. Le dernier du classement de relégation est relégué en Primera C Metropolitana, et l'avant-dernier joue un match de barrage (aller-retour) contre le deuxième de Primera C'. En cas d'égalité sur l'ensemble des deux matchs, l'équipe de Primera B se maintient.

## Torneo Argentino A
Y participent, en 2011-2012, 25 clubs répartis en deux zones (Nord et Sud) de respectivement 13 et 12 clubs. En 2010-2011, il y avait 26 clubs répartis en trois zones.

### Première phase
Lors de la première phase, chaque équipe joue deux matchs contre toutes les équipes de sa zone ; l'un à domicile et l'autre à l'extérieur. À l'issue de cette phase, les meilleurs clubs passent en seconde phase ; les autres jouent la Fase Reválida.

### Seconde phase
Les 6 meilleures équipes de la zone Nord et les 5 meilleures de la zone Sud y participent. Chaque équipe joue un match contre les dix autres équipes. L'équipe la mieux classée à l'issue des 10 matchs est directement promue en B Nacional. Les quatre suivants sont directement qualifiés pour la quatrième phase alors que les autres sont repêchés en troisième phase.

### Fase Reválida
Les 7 clubs de chaque zone n'ayant pas été qualifiés pour la seconde phase jouent un match contre chacune des 6 autres équipes de leur zone. Les 4 équipes les mieux classées de chaque zone s'affrontent ensuite dans un tournoi réduit à élimination directe, dont les deux meilleures équipes se qualifieront pour la troisième phase.
Dans chaque groupe, l'équipe qui a engrangé le moins de points en première phase et en Reválida est reléguée à l'échelon inférieur (Torneo Argentino B) et l'équipe immédiatement au-dessus joue un barrage contre une équipe d'Argentino B candidate à la promotion.

### Troisième phase
Lors de la troisième phase, se rejoignent les clubs les plus mal classés de la deuxième phase et les deux gagnants de la Fase Reválida. Les 8 équipes jouent chacune un match aller-retour à élimination directe. Les gagnants de ces matchs se qualifient à la phase suivante.

### Quatrième, cinquième et sixième phases
En quatrième phase, qui fait office de quarts de finale, les clubs qualifiés directement depuis la deuxième phase affrontent en match aller-retour à élimination directe un qualifié depuis la troisième phase.
Les cinquième et sixième phase se déroulent de la même manière entre les clubs encore en lice. Le gagnant de la sixième phase obtient une place en barrages pour affronter une équipe du Nacional B et peut-être obtenir la promotion dans la deuxième division du football argentin.

### Zone Nord
| Club               | Ville                 | Province            |
| ------------------ | --------------------- | ------------------- |
| Central Norte      | Salta                 | Salta               |
| Juventud Antoniana | Salta                 | Salta               |
| Gimnasia y Tiro    | Salta                 | Salta               |
| San Martín*        | San Miguel de Tucumán | Tucumán             |
| Racing*            | Córdoba               | Córdoba             |
| Talleres           | Córdoba               | Córdoba             |
| Alumni             | Villa María           | Córdoba             |
| Sportivo Belgrano  | San Francisco         | Córdoba             |
| Unión de Sunchales | Sunchales             | Santa Fe            |
| Deportivo Libertad | Sunchales             | Santa Fe            |
| Tiro Federal       | Rosario               | Santa Fe            |
| Crucero del Norte  | Garupá                | Misiones            |
| Central Córdoba    | Santiago del Estero   | Santiago del Estero |

San Martín (Tucumán) : ne doit pas être confondu avec San Martín (San Juan), jouant en première division.
Racing (Córdoba) : ne doit pas être confondu avec le Racing Club de Avellaneda, jouant en première division, ni avec Racing (Olavarría), jouant aussi en Torneo Argentino A (zone Sud, cf. infra).

### Zone Sud
| Club                                     | Ville                  | Province     |
| ---------------------------------------- | ---------------------- | ------------ |
| Defensores de Belgrano*                  | Villa Ramallo          | Buenos Aires |
| Douglas Haig                             | Pergamino              | Buenos Aires |
| Huracán*                                 | Tres Arroyos           | Buenos Aires |
| Club Rivadavia                           | Lincoln                | Buenos Aires |
| Racing*                                  | Olavarría              | Buenos Aires |
| Deportivo Santamarina                    | Tandil                 | Buenos Aires |
| Unión*                                   | Mar del Plata          | Buenos Aires |
| Comisión de Actividades Infantiles (CAI) | Comodoro Rivadavia     | Chubut       |
| Gimnasia y Esgrima*                      | Concepción del Uruguay | Entre Ríos   |
| Deportivo Maipú                          | Maipú                  | Mendoza      |
| Club Cipolletti                          | Cipolletti             | Río Negro    |
| Juventud Unida Universitaria             | San Luis               | San Luis     |

Defensores de Belgrano (Villa Ramallo) : ne doit pas être confondu avec Defensores de Belgrano (Buenos Aires), jouant en Primera B Metropolitana (cf. supra).
Huracán (Tres Arroyos) : ne doit pas être confondu avec le Club Atlético Huracán (Buenos Aires), jouant en Primera B Nacional.
Racing (Olavarría) : ne doit pas être confondu avec le Racing Club de Avellaneda, jouant en première division, ni avec Racing (Córdoba), jouant aussi en Torneo Argentino A (zone Nord, cf. supra).
Unión (Mar del Plata) : ne doit pas être confondu avec le Club Atlético Unión (Santa Fe), jouant en première division.
Gimnasia y Esgrima (Concepción del Uruguay) : ne doit pas être confondu avec Gimnasia y Esgrima La Plata ni avec Gimnasia y Esgrima de Jujuy, jouant tous deux en Primera B Nacional.